# Callioplana marginata
Callioplana marginata is een platworm (Platyhelminthes). De worm is tweeslachtig. De soort leeft in het zoute water.
Het geslacht Callioplana, waarin de platworm wordt geplaatst, wordt tot de familie Callioplanidae gerekend. De wetenschappelijke naam van de soort werd voor het eerst geldig gepubliceerd in 1857 door Stimpson.